# Vukićevica
Vukićevica es un pueblo ubicado en el municipio de Obrenovac, en Belgrado, Serbia.

## Superficie
Posee una superficie de 9,929 kilómetros cuadrados.

## Demografía
Hasta 2022 la población era de 502 habitantes, con una densidad de población de 50,56 habitantes por kilómetro cuadrado.